# Görisried
Görisried település Németországban, azon belül Bajorországban. Lakosainak száma 1382 fő (2023. december 31.). Görisried Rückholz és Wald községekkel határos.

## Népesség
A település népessége az elmúlt években az alábbi módon változott:
| Lakosok száma | 728  | 1177 | 881  | 1011 | 1299 | 1317 | 1337 | 1318 | 1338 | 1382 |
|               | 1875 | 1950 | 1975 | 1987 | 2012 | 2014 | 2016 | 2017 | 2021 | 2023 |